# Hans Wilhelm Bansi
Hans Wilhelm Bansi född 22 mars 1899 i Metz och död 13 mars 1982 i Hamburg var en tysk läkare i invärtesmedicin. Han forskade inom det endokrinologiska området.

## Biografi
Hans Wilhelm Bansi var son till artillerigeneralen Paul Bansi. Efter krigstjänstgöring under slutet av första världskriget och under svåra förhållanden studerade han medicin i Berlin, promoverades där och blev underläkare på medicinkliniken vid Charité-sjukhuset (Wilhelm His).Han blev sen överläkare på medicinavdelningen på (Hermann Zondek)-sjukhuset i Berlin. År 1935 utnämndes han till professor.
Från 1934 var han chefsläkare på medicinavdelningen på Erwin-Liek-sjukhuset i Berlin-Reinickendorf. I början av andra världskriget var han ledare för stabsläkarna vid invärtesmedicinska avdelningen på Charlottenburg-Westend-sjukhuset. Han fortsatt sedan som intermedicinsk rådgivare i olika ämnesområden på de olika fronterna. Efter kriget var han under en kort period chefsläkar vid Allmänna sjukhuset i Langenhorn. Under åren 1947—1967 hade han samma tjänst vid 1:a medicinkliniken på St. Georg allmänna sjukhus i Hamburg. Under de första efterkrigsåren upprätthöll han en professur vid 2:a medicinkliniken på Humboldt-Universitetet (Charité) i på begäran av den sovjetiska ockupationsmakten.

## Forskningsinsatser
Sin vetenskapliga produktion behandlas huvudsakligen endokrinologiska tillstånd. Under andra världskriget studerade han sambanden mellan svält och fläcktyfus. Förhållandena under efterkrigstiden ledde hans forskning mot vidare studier av svält, presenterade i monografin Das Hungerödem und andere alimentäre Erkrankungen. Efter detta arbete blev han senare utnämnd till ledamot av Royal Society of Medicine i London. Hans fortsatt studier behandlade undernärings-tillstånd hos återvändande krigsfångar och upptäckte därmed störningar i sköldkörteln och diagnostiska samt behandlande möjligheter mot dessa tillstånd. Han deltog i utvecklingen av nuklearmedicinsk diagnostik och thyreostatika. Han fick namn om sig att vara „Fader för de hemkomna“.  I samarbete med den kirurger och nuklearmedicinska specialister skapades ett modernt centrum för sköldkörtelsjuka på St. Georg-sjukhuset. Hans vidare forskning berörde vätske- och elektrolytbalansen och sambanden med aminosyrehalten i kroppens vävnader. Hans liberala ledning av kliniken gav de forskande assistenterna möjlighet att arbeta också på andra invärtesmedicinska områden, som hjärtmedicin och inom hematologi.

## Vetenskapliga artiklar
- Das Hungerödem und andere alimentäre Erkrankungen. Enke, Stuttgart, 1946.
- Thyeotoxikosen und antithyreoidale Substanzen. Thieme, Stuttgart 1951
- Jod. In: Künstliche radioaktive Isotope in Physiologie, Diagnostik und Therapie. Springer, Heidelberg 1953.
- Die Krankheiten der Schilddrüse. In: Handbuch der Inneren Medizin. Springer, Heidelberg 1955.
- Schilddrüsenerkrankungen. In: Klinik der Gegenwart. Urban & Schwarzenberg, München 1956.
- Zur versorgungsmedizinischen Beurteilung des Herz-Kreislauftodes. Grundsatzgutachten. Kohlhammer, Stuttgart 1966.